# Cremastocheilus canaliculatus
Cremastocheilus canaliculatus är en skalbaggsart som beskrevs av Kirby 1827. Cremastocheilus canaliculatus ingår i släktet Cremastocheilus och familjen Cetoniidae. Inga underarter finns listade i Catalogue of Life.